# Moutoux
Moutoux ist eine französische Gemeinde im Département Jura in der Region Bourgogne-Franche-Comté.

## Geographie
Moutoux liegt auf 650 m, etwa sechs Kilometer nordnordöstlich der Stadt Champagnole (Luftlinie). Das Bauerndorf erstreckt sich im Jura, leicht erhöht am östlichen Rand des Plateaus des Angillon am Fuß der Höhen der Forêt de la Fresse.
Die Fläche des 4,27 km² großen Gemeindegebiets umfasst einen Abschnitt des französischen Juras. Der westliche Teil des Gebietes wird von einem Plateau eingenommen, das durchschnittlich auf 600 m liegt. In der vermoorten Ebene befindet sich der Étang du Moutoux, der nach Westen zum Angillon (Zufluss des Ain) entwässert wird. Im Osten reicht das Gebiet über einen dicht bewaldeten Hang auf den Höhenrücken der Forêt de la Fresse, einen in Nord-Süd-Richtung orientierten langgezogenen Jurakamm. Hier wird mit 870 m die höchste Erhebung von Moutoux erreicht.
Nachbargemeinden von Moutoux sind Le Latet im Norden, Les Nans im Osten, Saint-Germain-en-Montagne im Süden sowie Le Pasquier im Westen.

## Geschichte
Im Mittelalter bildete Moutoux mit dem benachbarten Le Latet eine eigene kleine Herrschaft, die von der Baronie von Montrivel abhängig war. Zusammen mit der Franche-Comté gelangte das Dorf mit dem Frieden von Nimwegen 1678 an Frankreich.

## Bevölkerung
| Jahr                       | 1962 | 1968 | 1975 | 1982 | 1990 | 1999 | 2008 | 2018 |
| -------------------------- | ---- | ---- | ---- | ---- | ---- | ---- | ---- | ---- |
| Einwohner                  | 30   | 36   | 34   | 60   | 67   | 58   | 58   | 74   |
| Quellen: Cassini und INSEE |      |      |      |      |      |      |      |      |

Mit 76 Einwohnern (Stand 1. Januar 2022) gehört Moutoux zu den kleinsten Gemeinden des Départements Jura. Nachdem die Einwohnerzahl in der ersten Hälfte des 20. Jahrhunderts deutlich abgenommen hatte (1881 wurden noch 89 Personen gezählt), wurde seit Mitte der 1970er Jahre wieder eine leichte Bevölkerungszunahme verzeichnet.

## Wirtschaft und Infrastruktur
Moutoux war bis weit ins 20. Jahrhundert hinein ein vorwiegend durch die Landwirtschaft und die Forstwirtschaft geprägtes Dorf. Noch heute leben die Bewohner zur Hauptsache von der Tätigkeit im ersten Sektor. Außerhalb des primären Sektors gibt es nur wenige Arbeitsplätze im Dorf. Einige Erwerbstätige sind auch Wegpendler, die in den umliegenden größeren Ortschaften ihrer Arbeit nachgehen.
Die Ortschaft liegt abseits der größeren Durchgangsstraßen an einer Departementsstraße, die von Équevillon nach Chapois führt. Eine weitere Straßenverbindung besteht mit Les Nans.